# Штегеман, Фридрих Август фон
Фридрих Август фон Штегеман (нем. Friedrich August von Staegemann; 7 ноября 1763, Фирраден — 17 декабря 1840, Берлин) — прусский чиновник и дипломат.

## Биография
Штегеман происходил из семьи священников и учителей и рано лишился родителей. В 10-летнем возрасте родственники передали мальчика на воспитание в детский дом в Берлине. Он учился в гимназии «У серого монастыря» и затем изучал юриспруденцию в Виттенбергском университете. В 1785 году он начал карьеру чиновника, получив должность судебного референта в Кёнигсберге, затем получил повышение до советника по уголовным делам и затем синдика Восточно-Прусского генерал-ландшафтства. В Кёнигсберге Штегеман познакомился со своей будущей супругой Элизабет Граун, «одной из самых благородных женщин своего времени», окружившей себя самыми уважаемыми и выдающимися личностями, среди которых был и Иммануил Кант. Дочь Штегеманов Гедвига, известная берлинская хозяйка литературного салона, вышла замуж за директора берлинских музеев Игнаца фон Ольферса.
В 1806 году Штегеман получил повышение до тайного финансового советника и назначение главой Прусского банка и отправился в Берлин. Находясь на этой должности, Штегеман встречался с Наполеоном, который после поражения Пруссии требовал выплаты контрибуций. По предложению Карла Августа Гарденберга в 1807 году Штегеман вошёл в состав посреднической комиссии по восстановлению прусского государства. Штегеман принимал активное участие в реализации реформ Штейна-Гарденберга. В 1807 году он составил эдикт об освобождении прусских крестьян, так называемый «Октябрьский эдикт 1807 года». В 1812—1813 годах Штегеман работал над подготовкой и проведением Освободительной войны против Наполеона, а в 1814—1815 годах вместе с государственным канцлером Гарденбергом участвовал в работе Венского конгресса. В 1814 году Штегеман получил назначение послом при дворе в Лондоне. В 1816 году король Фридрих Вильгельм III произвёл Фридриха Августа Штегемана за его заслуги в дворянское сословие.
Штегеман считается одним из предвестников конституции и открыто выступал за свободу прессы и терпимость. В его берлинском доме бывали люди искусства, как, например, Генрих Клейст или интеллектуалы, как Ахим и Беттина Арним, а также Клеменс Брентано. Под влиянием Штегемана Гарденберг добился от короля Фридриха Вильгельма III обещания принять конституцию, которое тот, тем не менее, не сдержал.
Фридрих Август Штегеман был также известен как автор патриотических песен и стихов, среди которых самым популярным считаются «Военные песни» 1814 года. В 1835 году Штегеман получил звание почётного гражданина города Берлина.